# A Quiet Place
A Quiet Place es una ópera en tres actos con música de Leonard Bernstein y libreto en inglés de Stephen Wadsworth. La ópera se estrenó el 17 de junio de 1983 en la Houston Grand Opera, en un programa doble: Trouble in Tahiti, ópera breve de 1951 de la que esta se considera una secuela, intermedio, A Quiet Place. En su forma de tres actos, que apareció en 1984, el Acto II de A Quiet Place en gran medida está formada por Trouble in Tahiti en flashback.

## Historia
La primera representación, a la que acudió Bernstein, fue el 17 de junio de 1983 por la Houston Grand Opera. Después de haber sido criticado muy duramente por los críticos ("Llamar al resultado un fracaso pretencioso es decirlo suavemente"), Bernstein y Wadsworth retiraron la ópera y la revisaron. Algunas escenas fueron cortadas, y Trouble in Tahiti fue incorporada a la ópera como un flashback, convirtiéndose (la mayor parte de ello) en el Acto II de la versión nueva en tres actos. La versión revisada se representó en La Scala de Milán y en la Ópera de Washington en 1984. La obra fue posteriormente interpretada por la Ópera Estatal de Viena bajo la batuta del compositor en abril de 1986 con Wendy White como Dinah. Estas interpretaciones fueron grabadas por Deutsche Grammophon para el lanzamiento comercial. El estreno en el Reino Unido en diciembre de 1988 en el Teatro Corn Exchange, Cambridge, con el compositor presente.
En octubre de 2010, la New York City Opera presentó el estreno en Nueva York de la versión revisada en una producción de Christopher Alden. En contraste con anteriores recepciones, que había sido tibio, la producción de Alden obtuvo grandes alabanzas de la crítica y del público.
A Quiet Place rara vez se representa en la actualidad; en las estadísticas de Operabase no aparece entre las óperas representadas en el período 2005-2010.

## Personajes
| Personaje                                           | Tesitura     | Reparto del estreno, 17 de junio de 1983 (Director: – John DeMain) |
| --------------------------------------------------- | ------------ | ------------------------------------------------------------------ |
| Sam                                                 | barítono     | Chester Ludgin                                                     |
| Dinah, esposa de Sam                                | mezzosoprano | Diane Kesling                                                      |
| Dede, hija de Sam y Dinah                           | soprano      | Sheri Greenawald                                                   |
| Junior, hijo de Sam y Dinah                         | barítono     | Timothy Nolen                                                      |
| François, amigo de Junior, más tarde esposo de Dede | tenor        | Peter Kazaras                                                      |
| Sam de joven                                        | barítono     | Edward Crofts                                                      |

## Grabación
- Deutsche Grammophon 419 761-2: Beverly Morgan, Wendy White, Peter Kazaras, Chester Ludgin, John Brandsetter, Edward Crafts; Jean Kraft; Orquesta Sinfónica de la Radio de Austria; Leonard Bernstein, director.[8]